# Nicolaevca, Sîngerei
Nicolaevca este un sat din componența comunei Chișcăreni din raionul Sîngerei, Republica Moldova.